# St. Nikolaus in Gfrill

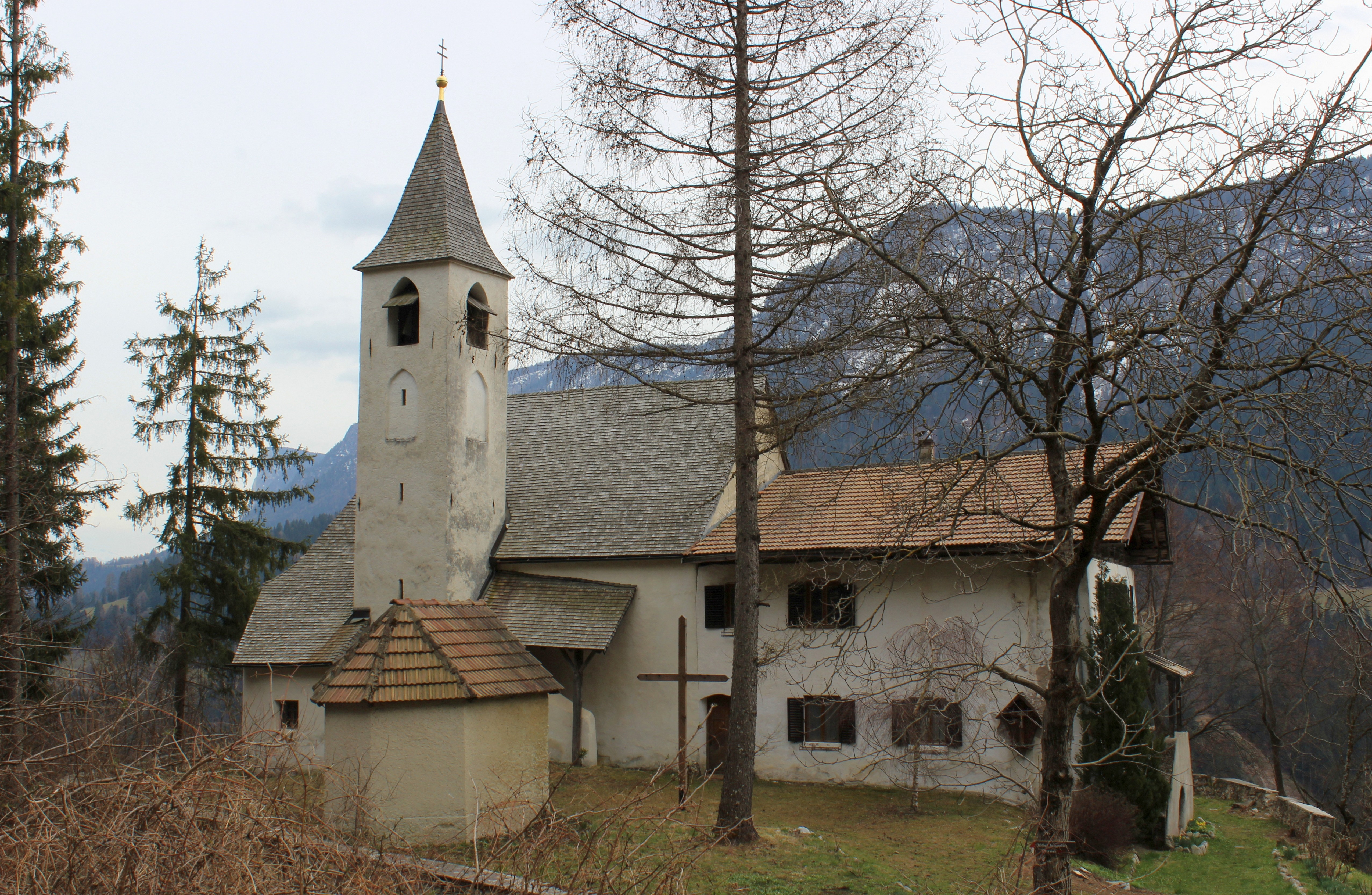
St. Nikolaus in Gfrill und Pfarrhaus

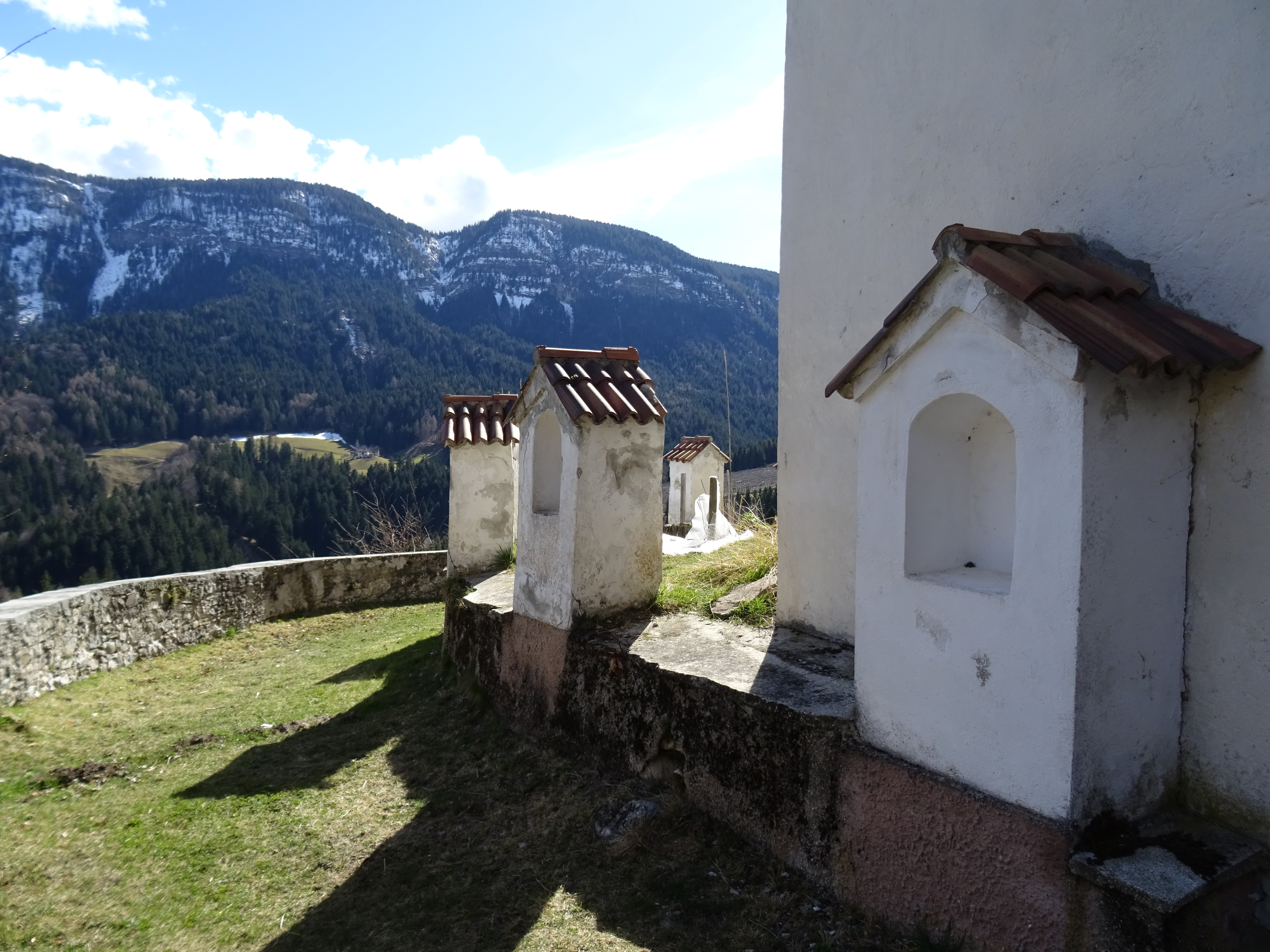
Alte Kreuzwegstation

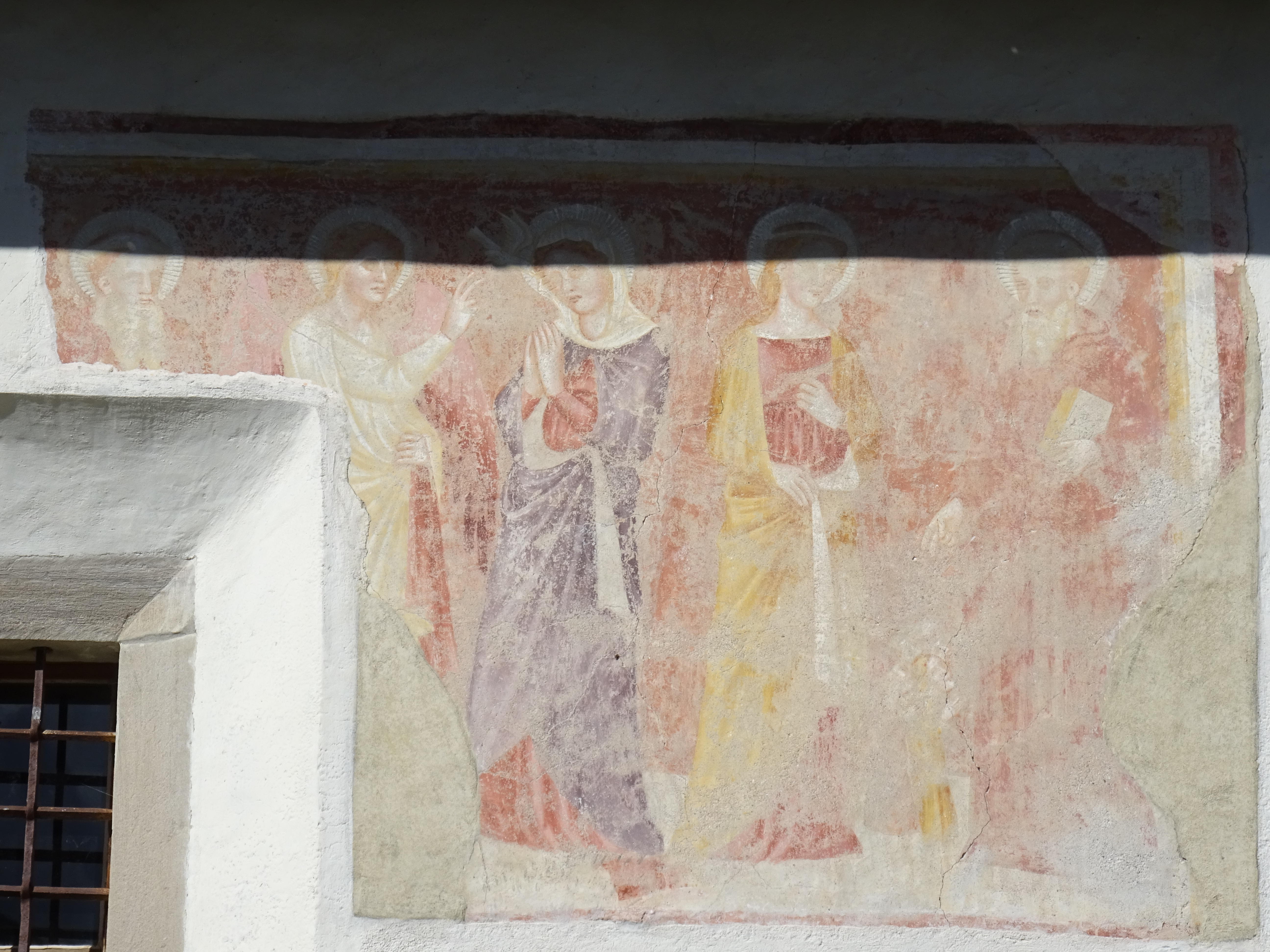
Fresken an der Außenwand

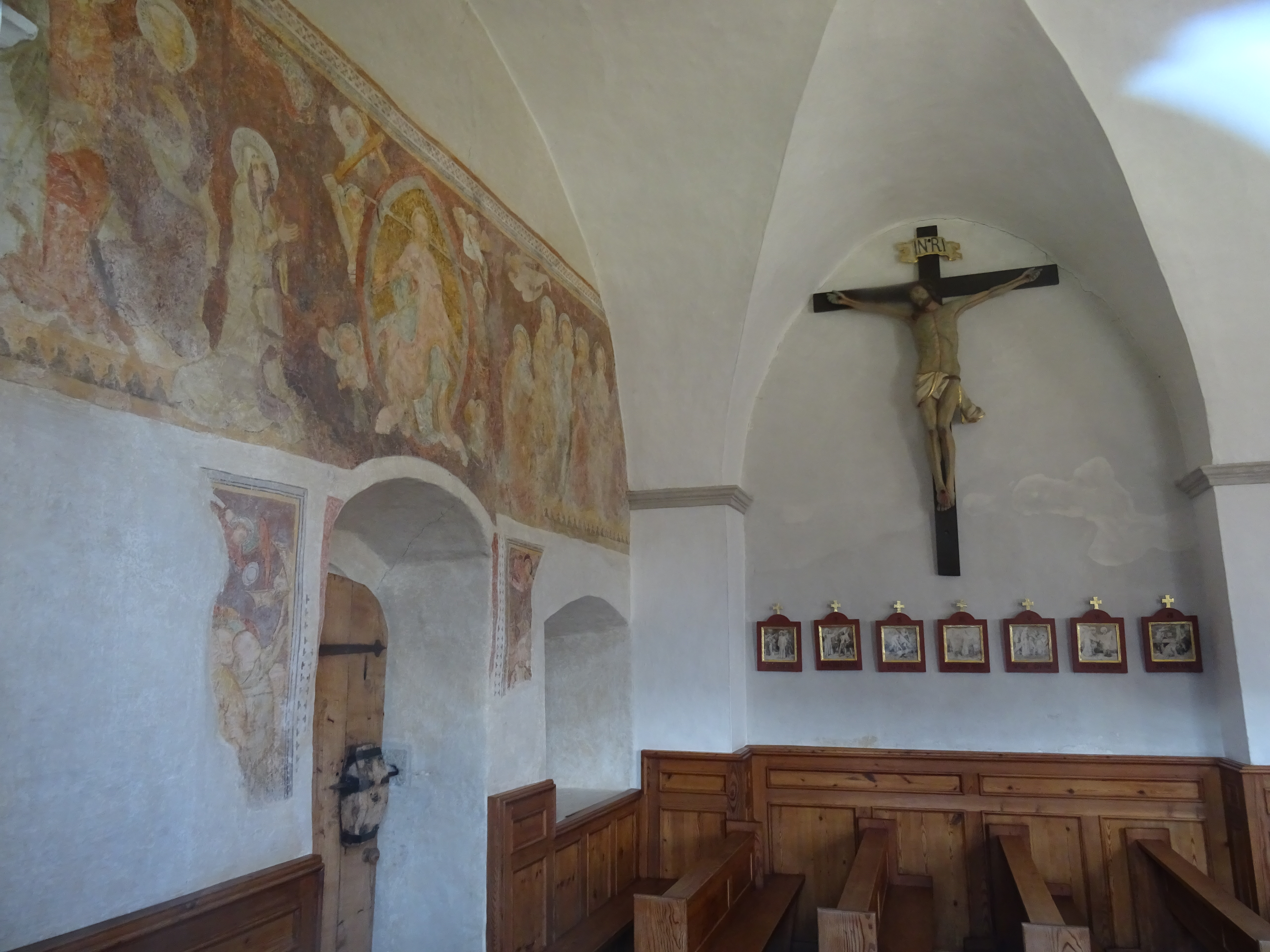
Innenraum

Die Kirche St. Nikolaus in Gfrill ist ein geschütztes Baudenkmal in Gfrill in der Gemeinde Tisens in Südtirol. Sie ist dem heiligen Nikolaus von Myra geweiht. Das Kirchweihfest ist am 6. Dezember.

## Lage
Die Kirche St. Nikolaus befindet sich in Gfrill bei Tisens, an der Staatsstraße 38 „delle Palade“ zum Gampenpass, der seit alters das Burggrafenamt mit dem Nonsberg verbindet.

## Geschichte
Die Streusiedlungen Gfrill und Freienberg gehören von alters her zur Urpfarre Maria Himmelfahrt in Tisens. Das Weihejahr ist aus Mangel an Dokumenten und wegen des Fehlens eines bischöflichen Visitationsberichtes unbekannt. Die heutige Kirche weist im Wesentlichen drei Bauperioden auf. Untersuchungen an der Umfassungsmauer lassen darauf schließen, dass mit der Errichtung eines einfachen romanischen Rechteckbaues im 13. Jahrhundert begonnen wurde. Der Chor stammt aus der Epoche der Gotik. Im 16. Jahrhundert erfolgte ein Umbau im spätgotischen Stil. Dabei wurden das Langhaus und der Glockenturm um etwa einen Meter erhöht. Im 17. Jahrhundert wurde die Kirche barockisiert, eine Flachdecke eingezogen und die Fenster erweitert, so dass der Bau sein ursprüngliches Aussehen verlor. 1745 erhob man Gfrill zur Expositur. Das Präsentationsrecht über das Benefizium besaß der Pfarrer von Tisens. Im 19. Jahrhundert betrug die Seelenzahl 200. Neben dem Gotteshaus bestanden ein Widum und eine Schule, in der zeitweise ein Lehrer 25 Schüler unterrichtete. Seit 5. Oktober 1981 steht die Kirche in der Liste der Baudenkmäler von Tisens. Sie wurde restauriert, wobei die im Barock durchgeführten Arbeiten zum Teil rückgängig gemacht wurden.
Das Widum wurde 2024 ebenfalls denkmalgeschützt.

## Beschreibung
Das einschiffige Langhaus besitzt ein Spitzbogenportal, an dem ein polygonaler Chor anschließt. Der Innenraum ist mit einem Kreuzgratgewölbe versehen. Die Fresken an der südlichen Außenwand stammen aus dem 14. Jahrhundert und zeigen unter anderem eine Kreuzigungsgruppe und ein Mariahilfbild. Auf den Wandmalereien im Innenraum aus dem 15. Jahrhundert ist das Jüngste Gericht dargestellt. Der frühbarocke Altar wurde im 17. Jahrhundert bezogen.